# Freilichtmuseum Klausenhof

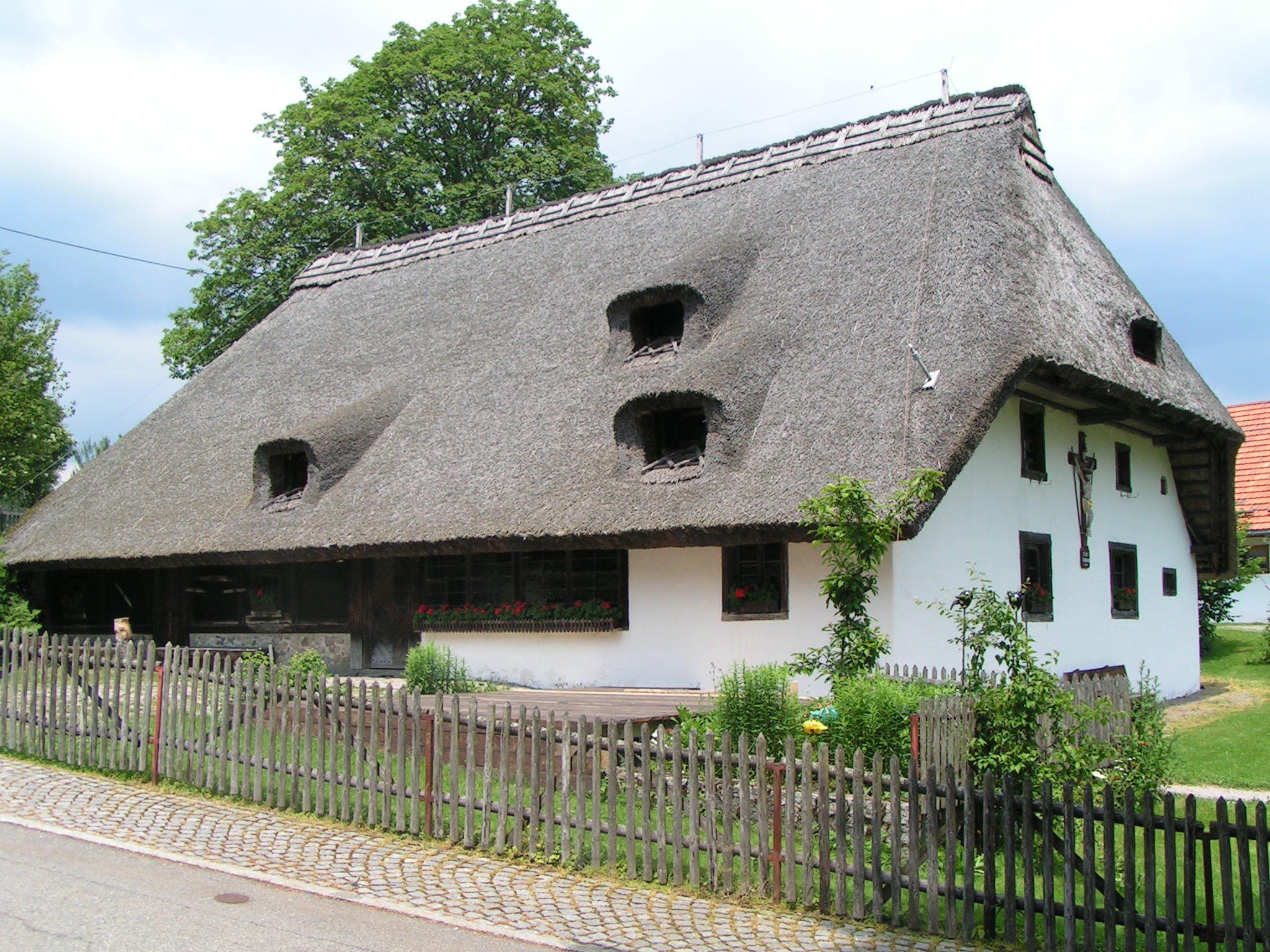
Klausenhof im Freilichtmuseum Herrischried

Das Freilichtmuseum Klausenhof ist ein Freilichtmuseum in Großherrischwand, einem Gemeindeteil von Herrischried im Hotzenwald. Damit liegt es im Landkreis Waldshut im südlichen Schwarzwald.
Der Klausenhof stammt aus dem Jahr 1424, ist eines der ältesten Schwarzwaldhäuser und eines der letzten erhaltenen Hotzenhäuser. Die ihm angegliederte Lindauer Säge wurde erstmals 1595 urkundlich erwähnt und war bis 1950 in Betrieb. 1979–1981 wurde der Hof vom ursprünglichen Standort um etwa 200 m versetzt und zum Heimatmuseum umgebaut.
Um den Hof gruppieren sich Dorfschmiede, Bauerngarten, Backhaus, Wagenschopf und eine hölzerne Wasser-Teilsäule. Mit verschiedenen Veranstaltungen wie Märkten, Wanderungen, Musik und Lesungen und einer Freilichtbühne hat sich um den Klausenhof ein kulturelles Freizeitzentrum gebildet, das die hier heimische, alemannische Sprache pflegt.